# Bedeflag
Bedeflag bruges i tibetansk buddhisme. Det er flag, som er bemalet med mantraer eller symbolske figurer. Mantraernes eller figurernes hellige kraft bliver spredt af vinden. Disse flag kaldes i Tibet for dar cho(dar er at forøge velstand, helbred, lykke og liv, og cho er: alle tænkende væsner.
Bedeflag i Himalaya er farverige stykker stof, der er hængt op langs bjergkamme eller toppe i Himalayabjergene. Brugen af flag er ellers ukendt indenfor buddhisme, og traditionen stammer derfor med stor sandsynlighed fra den før-buddhistiske Bön-religion i Tibet.
Traditionelt er der trykt billeder af fx vindheste, mantraer og bønner vha. bloktryk på bomuld, men i dag bruges der ofte maskintryk og syntetiske stoffer. Et flag er ensfarvet, og det er enten hvid, blå, gul, grøn eller rød. Flagene hænges  altid op i sæt.
Bedeflag hænger, så de kan blafre i vinden: bevægelsen aktiverer den kraft, der er i mantraet eller billedet, kraften spredes herefter til omgivelser som huse i nærheden.